# Есентаев, Нурмухамед
Нурмухамед Есентаев (1909, село Черно-Иртышское, Степной край — август 1975) — управляющий отделением имени Дзержинского совхоза «Пахта-Арал», Герой Социалистического Труда.

## Биография
Родился в 1909 году в селе Чёрно-Иртышское (сегодня — Зайсанский район, Восточно-Казахстанской области, Казахстан).
С 1930 года работал агротехником в Киршенском районе, затем — начальником агроучастка в колхозе «Нарпай» Узбекской ССР. В 1939 году работал в старшим агрономом, с 1945 года — в должности управляющего отделением имени Дзержинского совхоза «Пахта-Арал» Пахтааральского района Южно-Казахстанской (Чимкентской) области.
В 1956 году отделение имени Дзержинского, благодаря применению новаторских методов в выращивании хлопка-сырца, собрало по 40 центнеров хлопка-сырца с площади 900 гектаров. За высокие показатели в выращивании хлопка был удостоен в 1957 году звания Героя Социалистического Труда.

## Память
- Именем Нурмухамеда Есентаева названо село в Мактааральском районе Южно-Казахстанской (Туркестанской) области.

## Награды
- Герой Социалистического Труда — указом Президиума Верховного Совета СССР от 8 июня 1957 года;
- Орден Ленина (1947, 1957);
- Орден Трудового Красного Знамени (1966).
- Медаль «За доблестный труд в Великой Отечественной войне 1941—1945 гг.»;